# Новосёлковский сельский округ (Зарайский район)
Новосёлковский сельский округ — упразднённая административно-территориальная единица, существовавшая на территории Зарайского района Московской области в 1994—1997 годах.
Новосёлковский сельсовет был образован в первые годы советской власти. До 1929 года он входил в состав Зарайской волости Зарайского уезда Рязанской губернии.
В 1929 году Новосёлковский с/с был отнесён к Зарайскому району Коломенского округа Московской области.
5 апреля 1936 года Новосёлковский с/с был упразднён, а его территория передана в Пенкинский сельсовет.
10 сентября 1968 года Новосёлковский с/с был восстановлен путём преобразования Пенкинского с/с. При этом его селения Борисово-Околицы, Верхнее Вельяминово, Замятино, Козловка и Нижнее Вельяминово были переданы в Беспятовский с/с.
23 июня 1988 года в Новосёлковском с/с было упразднено селение Астанкино.
3 февраля 1994 года Новосёлковский с/с был преобразован в Новосёлковский сельский округ.
25 июня 1997 года Новосёлковский с/о был упразднён, а его территория объединена с Беспятовским с/о в новый Гололобовский с/о.